# Žerjavi
Žerjavi (znanstveno ime Gruidae) so družina ptic iz reda žerjavovcev, katere predstavniki so razširjeni po vsem svetu razen Antarktike in Južne Amerike. So veliki ptiči z dolgim vratom in nogami ter srednje velikim ravnim kljunom. Opisanih je 15 vrst, ki jih združujemo v tri rodove.
Večina vrst gnezdi v obširnih odprtih mokriščih, kjer gradijo velike splave v plitvi vodi, izjema sta le afriški vrsti iz rodu Balearica, ki gnezdita na drevesih. So vsejedi; prehranjujejo se z raznovrstno hrano, od rastlinskih gomoljev, koreninic, semen in plodov do žuželk, raznih črvov ter manjših vretenčarjev. Podzemne rastlinske dele izkopljejo, živali pa lovijo s počasno hojo (za razliko od čapelj, ki prežijo na plen).
Nekatere vrste ostanejo vse leto na istem območju, druge pa se selijo na dolge razdalje med gnezditvenimi območji in prezimovališči.
V Sloveniji je možno opazovati le (navadnega) žerjava, ki tu ne gnezdi, temveč se prek Slovenije vsako leto seli iz severne Evrope proti Iberskem polotoku in nazaj. Značilen prizor so velike jate v obliki črke V.

## Opis
Veljajo za ene največjih letečih ptičev, saj denimo vrsta Antigone antigone iz južne Azije doseže do 176 cm v višino, najtežji pa je mandžurski žerjav (do 12 kg). . Razpon njihovih kril je do 2,4 metra, noge pa so daljše od repov v letu. Sicer so vitki, z velikimi, zaokroženimi perutmi. Samci so v povprečju nekoliko večji od samic, po operjenosti pa se ne razlikujejo. Na nogah so dolgi prsti brez plavalne kožice, prilagojeni za brodenje po plitvinah. Za razliko od čapelj in podobno kot štorklje letijo z iztegnjenim vratom.
Prevladujoča barva žerjavov je svetla, srebrno siva, ki je proti okončinam vse bolj temna. Glava in vrat sta običajno črna. Značilnost so na eni strani bele črte, ki se začnejo pri očesu in segajo vse do hrbta ali pa imajo rdeče, gole dele kože na glavi in vratu. To je skupno vsem vrstam, razen deviškim in rajskim žerjavom.
Naslednja značilnost so njihova dolga, na koncu rahlo obrabljena krila. Ko ptice razširijo krila, se pokaže vsa lepota teh ptic. Pri zloženih krilih perje sega daleč čez rep, pri deviškem žerjavu pa skoraj do tal. Šele po prvi levitvi ptice dobijo perje v celotni dolžini. Kasneje pride do spremembe perja vsako drugo do četrto leto, večinoma v času vzgoje mladičev.

## Oglašanje
Žerjavi se oglašajo na različne načine, kar ima pomembno vlogo pri družabnem vedenju. Tako se mladiči oglašajo z nežnim, pridušenim čivkanjem. Ko so razburjeni, so glasni v žvižgajočih tonih. Ko za nekaj prosijo, glasno stokajo. Glasno čivkanje služi za komunikacijo med seboj v družini. Ko želijo mladiče opozoriti, oddajajo ostre enakomerne tone, tako na tleh kot v zraku.
Glasni klici, ki spominjajo na zvok trobente, nastajajo v resonančnem prostoru v njihovem močno podaljšanem sapniku (dolg od 100 do 130 cm), ki je deloma zavit kot cev vzdolž prsnice. Trobljenje žerjavov je tako glasno, da ga je mogoče slišati več kilometrov daleč. Pri 'petju' v duetu sledi niz vabljivih glasov, ki jih spremlja vrsta usklajenih tonov. Tako samec kot samica lahko začneta 'duet' in določita tonalnost. Pri tem obe ptici dvigneta glavo in kljun, vržeta vratove nazaj in razpreta peruti. Ptice stojijo ob strani in se počasi premikajo naprej s sinhroniziranim ali izmeničnim oglašanjem. V duetu se pojavijo, kadar se razburijo na zbirališču ali počivališču, najpogosteje v času parjenja in vzgajanja mladičev. S pomočjo analize frekvence oglašanja (sonografija) je mogoče oglašanje individualizirati in vsakič prepoznati isto ptico.

## Razmnoževanje

### Ženitovanjski ples in parjenje
V času pred parjenjem žerjavi izvajajo zelo glasen in zelo zapleten ženitovanjski ples. Na ta način kažejo razpoloženje, označujejo ozemlje in komunicirajo. Premikajo se v parih. Med plesom tako samci kot samice skačejo v zrak z iztegnjenimi krili in glasno trobijo. Z zravnanjem zgornjega dela telesa in spuščanjem raztegnjenih peruti samica povabi samca k parjenju. Sledi oglašanje v duetu in obdobje čiščenja in negovanja perja. V duetu se občasno oglašata ves čas gnezdenja in tudi pozneje, kot znak pripadnosti. Večina vrst žerjavov živi v stalnih monogamnih skupnostih, zato ženitovanjski ples ni način za pridobitev partnerja, temveč vzajemni dokaz navezanosti, ki krepi povezanost.

### Gnezdo in mladiči
Žerjavi gnezdijo na mokriščih in iščejo odročna mesta, kot so arktična tundra, stepa, planote in močvirni gozdovi. Gnezdijo v bližini vode. Čeprav so žerjavi zelo družabne ptice, gnezdijo na samem. Z redkimi izjemami žerjavi gnezdijo na tleh. V leglu imajo navadno dve jajci in oba starša skrbita za mladiče. Po približno desetih tednih lahko mladiči letijo. Tesna povezava staršev z mladiči traja do poletja, najdlje pa do vrnitve v poletne habitate, ko se povezava konča.
Pričakovana življenjska doba je običajno dvanajst do trinajst let, čeprav lahko v ujetništvu živijo do 40 let.

## Vedenje
Večina žerjavov je zelo družabnih. Razen v času gnezdenja se zbirajo v velikih skupinah. Žerjave lahko pogosto vidimo v skupinah po več tisoč osebkov, ob prehodu v zimske ali poletne habitate pa so opažene skupine kanadskih žerjavov tudi na deset tisoč osebkov.

### Selitveno vedenje
Nekatere vrste žerjavov so stalne, na določenem območju ostajajo vse leto, druge pa so selivke in vsako leto preletijo tisoč kilometrov od svojih gnezditvenih območjih. Nekaj vrst ima selitvene in stalne populacije.
Podedovan nagon, da se premikajo, sproži določena dolžina dnevne svetlobe, vremenske razmere, upad preskrbe s hrano, pa tudi medsebojni vpliv posameznikov, ki se pojavlja na zbirališčih. Pri selitvi ptice uporabljajo najugodnejše geografske in podnebne pogoje.
Dolžina poti posameznih populacij je različna, najdaljša je pri kanadskih žerjavih. Selijo se skoraj 6500 milj od gnezda na Aljaski do zimskih krmišč v Teksasu. Dolžina poti, ki jo preletijo v enem dnevu je različna, odvisna je od številnih elementov (selitvenega razpoloženja, razpoložljive količine energije v obliki maščob v telesu) in količina dnevne svetlobe, vremena, višinskih tokov.
Žerjavi letijo v skupini, ki tvori klin in s tem zmanjšajo zračni upor in hkrati ohranjajo stik znotraj skupine. V času selitve ptice komunicirajo z oglašanjem, kar je še posebej pogosto pri slabi vidljivosti ali ponoči. Jata spreminja smer glede na smer vetra. Višina leta je različna in je odvisna od vetra, vidnosti, terena in višine zračnega toka. Običajna višina leta je med 200 in 1000 metri, zabeležene pa so višine do 2500 metrov. Najvišja dokazana višina leta je 4600 metrov.
Domnevajo, da se ptice orientirajo glede na zemeljsko magnetno polje, vendar tudi z izrazitimi lastnostmi tal Tega se mladiči naučijo od staršev med prvo selitvijo. Med selitvijo žerjavi počivajo dneve, tedne ali celo mesece. Medtem se v manjših jatah razpršijo v iskanju hrane na bližnja polja in travnike.

## Taksonomija
Opisanih je 15 zdaj živečih vrst.
- družina žerjavi (Gruidae)
  - poddružina Balearicinae
    - rod Balearica
      - pavji žerjav (Balearica pavonina)
      - sivi pavji žerjav (Balearica regulorum)

  - poddružina Gruinae
    - rod Leucogeranus
      - nunski žerjav (Leucogeranus leucogeranus)

    - rod Antigone
      - kanadski žerjav (Antigone canadensis)
      - Antigone vipio
      - Antigone antigone
      - brolga (Antigone rubicunda)

    - rod Grus
      - puranji žerjav (Grus carunculata)
      - Grus paradisea
      - deviški žerjav (Grus virgo)
      - mandžurski žerjav (Grus japonensis)
      - kričavi žerjav, tudi ameriški žerjav (Grus americana)
      - navadni žerjav (Grus grus)
      - Grus monacha
      - Grus nigricollis